# 草原石䳭

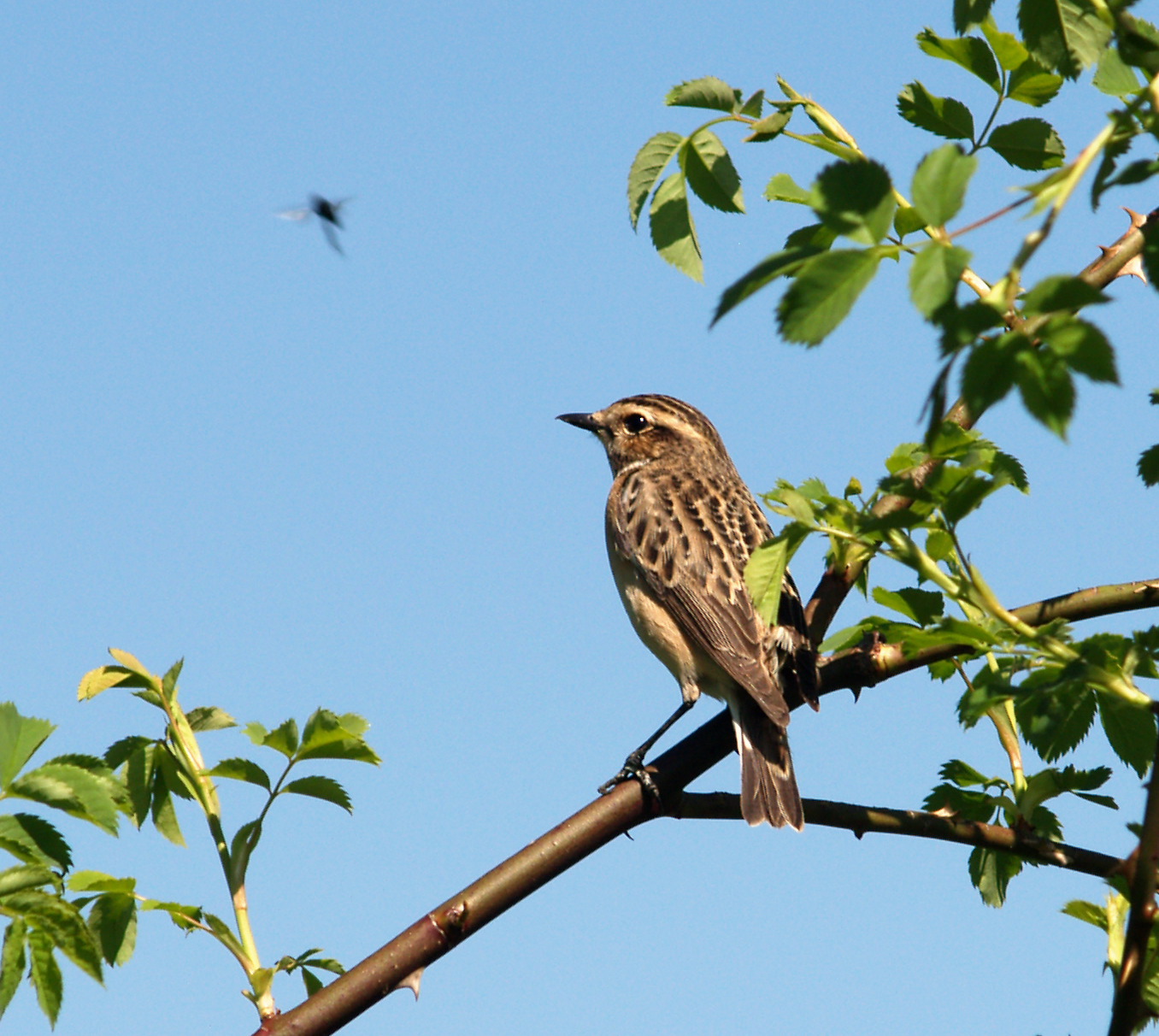
成年雌性，摄于德国开姆尼茨

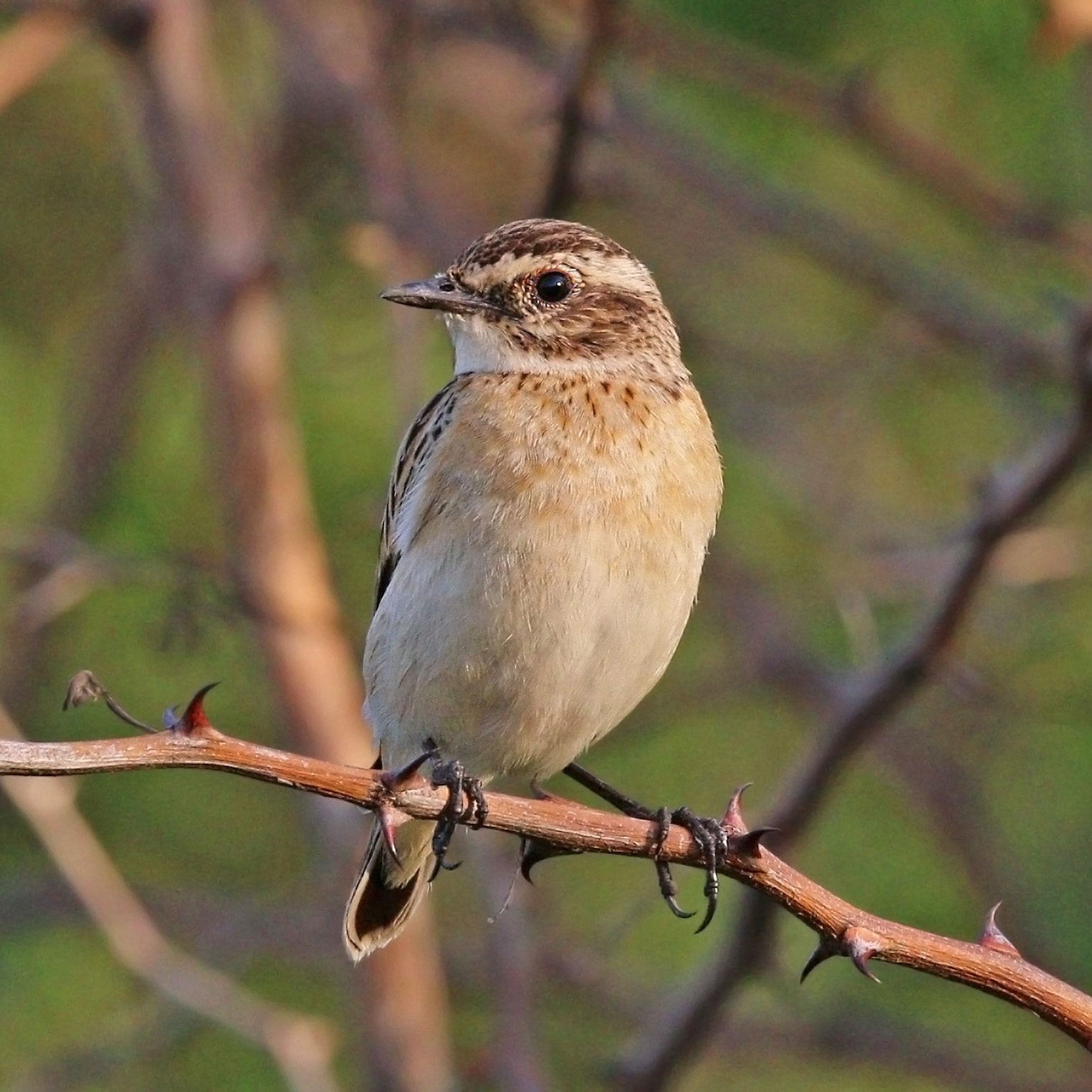
成年雌性，摄于乌干达

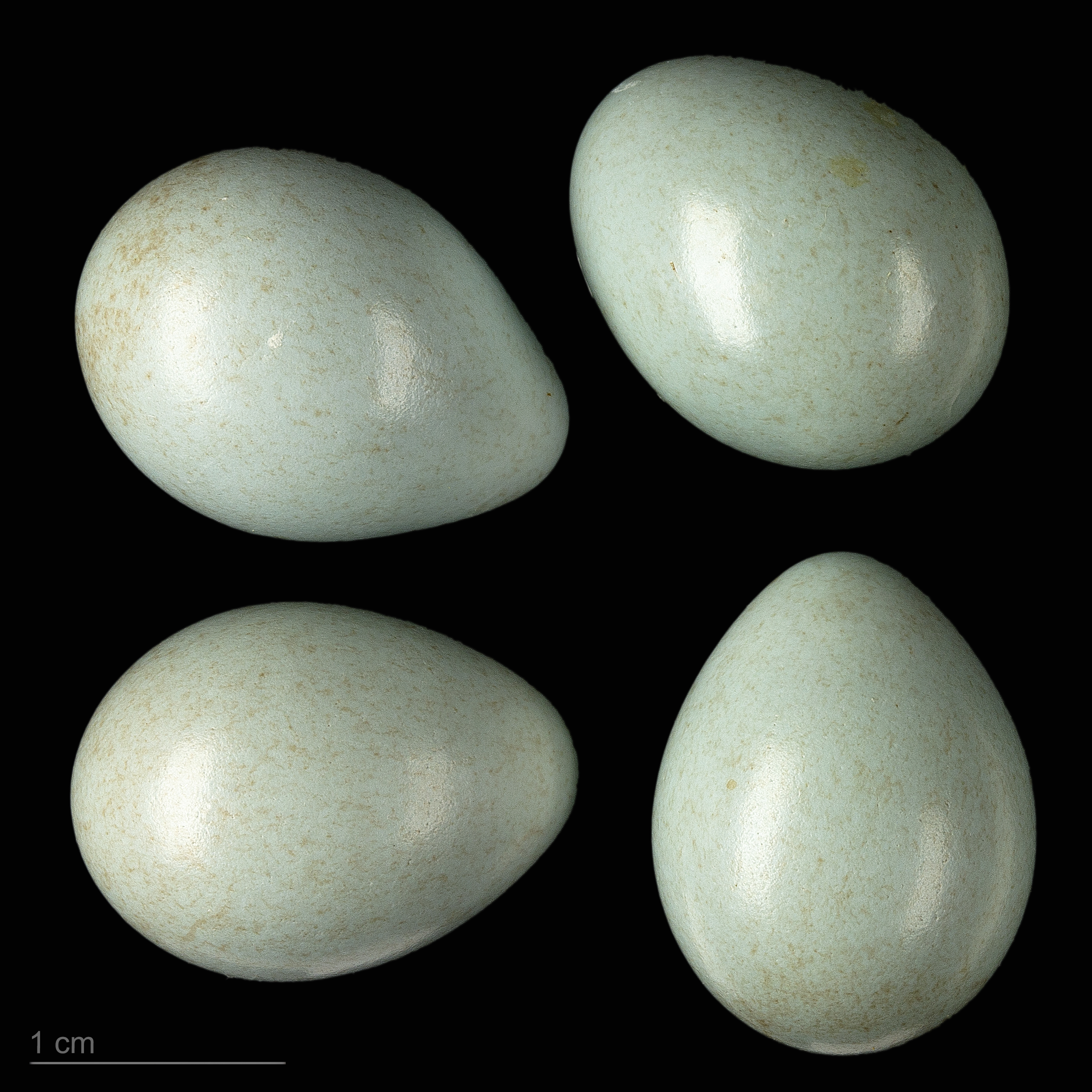
卵 Saxicola rubetra

草原石䳭（学名：Saxicola rubetra）是一种小型迁徙雀类，在欧洲、西亚繁育，在中非过冬。草原石䳭曾经一度被认定为鸫科，但现在被认为是鹟科。雌雄两性都具有浓重的眉纹，背部发棕，喉部、胸部颜色较浅，腹部发白，羽毛的根部、外缘也为白色，但是到了繁殖季节时，雄性的喉部、胸部会呈现出橘色。